# ミケーレ・ディ・ロッコ
ミケーレ・ディ・ロッコ（Michele di Rocco、1982年5月4日 - ）は、イタリアのプロボクサー。フォリーニョ出身。イタリアきっての技巧派選手。

## 来歴
2004年10月2日、ディ・ロッコはプロデビューを果たし4回1分56秒TKO勝ちを収め白星でデビューを飾った。
2005年8月5日、エラード・シュモウエルとIBF世界スーパーライト級ユース王座決定戦を行い、10回3-0（3者ともに99-91）の判定勝ちを収めた。
2005年10月21日、イタリアスーパーライト級王者のマッシモ・ベルトージと対戦し、10回判定勝ちを収め王座獲得に成功した。
2006年3月17日、アントニオ・マスタンツオノと対戦し、7回1分48秒TKO勝ちを収めイタリア王座の初防衛に成功した。
2006年6月9日、ローマのスタディオ・デッラ・パッラコーダで自身の持つイタリアスーパーライト級王座とギオルギオ・マリネッリの持つEBUヨーロッパ連合スーパーライト級王座を懸け対戦し、10回1-1（95-95、94-95、95-94）の判定で引き分けたためイタリア王座の2度目の防衛には成功したがEBU-EU王座の獲得に失敗した。
2006年12月26日、EBUヨーロッパ連合スーパーライト級王者のギオルギオ・マリネッリと再戦し、12回3-0（116-113、116-114、116-112）の判定勝ちを収め王座獲得に成功した。
2007年1月30日、ヘルシンキのハートウォールアリーナでジュホ・トルッポーラと対戦し、12回3-0（117-112、118-112、116-112）の判定勝ちを収めEBU-EU王座の初防衛に成功した。
2007年4月27日、ミルセア・ルーチと対戦し、3回TKO勝ちを収めた。
2007年5月25日、ゾルタン・カロスサイと対戦し、2回2分36秒KO勝ちを収めた。
2007年9月21日、自身の持つEBUヨーロッパ連合スーパーライト級王座と空位のWBCインターナショナルスーパーライト級王座を懸けギウセッペ・ラウリーと対戦し、プロ初黒星となる7回TKO負けを喫しEBU-EU王座の2度目の防衛に失敗し王座から陥落すると共にWBCインターナショナル王座の獲得に失敗した。
2008年6月9日、ラスジオ・スゼケレスと対戦し、6回判定勝ちを収めた。
2008年7月12日、フェレス・スザボと対戦し、4回KO勝ちを収めた。
2009年5月28日、ハッサン・サクと対戦し、2回TKO勝ちを収めた。
2009年7月17日、アッティラ・モルナーと対戦し、4回KO勝ちを収めた。
2009年9月25日、カルロス・ウィンストン・ベラスケスと対戦し、6回判定勝ちを収めた。
2010年3月12日、アーノルド・ツロスと対戦し、2回2分56秒KO勝ちを収めた。
2010年12月4日、ラスジオ・コムジャティーと対戦し、6回判定勝ちを収めた。
2011年10月7日、ラスズロ・ロベルト・バローッジと対戦し、初回2分34秒TKO勝ちを収めた。
2012年4月14日、ギウセッペ・ラウリーとEBUヨーロッパ連合スーパーライト級王座決定戦を行い、初回TKO勝ちを収めEBU-EU王座への返り咲きに成功した。
2012年10月20日、ラスズロ・ロベルト・バローッジと対戦し、初回TKO勝ちを収めた。
2013年6月8日、レニー・ダウズとEBU欧州スーパーライト級王座決定戦を行い、12回3-0（2者が115-113、116-112）の判定勝ちを収め王座獲得に成功した。
2013年12月21日、ミランのパラバドミントンでヴィッレ・ピイスパネーンと対戦し、12回3-0（119-110、2者が118-110）の判定勝ちを収めEBU王座の初防衛に成功した。
2014年5月17日、イシュトバン・キースと対戦し、3回KO勝ちを収めた。
2014年10月3日、マドリードのポリデポーティボ・フェルナンド・マーティンでルーベン・ニエートと対戦し、12回3-0（2者が114-113、114-112）の判定勝ちを収めEBU王座の2度目の防衛に成功した。
2015年2月28日、カスパー・ブルーンと対戦し、9回TKO勝ちを収めEBU王座の3度目の防衛に成功した。
2015年5月30日、ミランのテアトロ・プリンシペでアレクサンドレ・レペーリーと対戦し、8回KO勝ちを収めEBU王座の4度目の防衛に成功した。
2016年5月28日、スコットランドグラスゴーのThe SSE Hydroで元世界2階級制覇王者でWBA世界スーパーライト級11位のリッキー・バーンズとWBA世界スーパーライト級王座決定戦を行い、8回1分52秒TKO負けを喫し王座獲得に失敗した。
2017年7月1日、モスクワで元IBF世界スーパーライト級王者のエドゥアルド・トロヤノフスキーとスーパーライト級10回戦を行い、4回2分18秒KO負けを喫した。 

## 獲得タイトル
- IBF世界スーパーライト級ユース王座
- イタリアスーパーライト級王座
- EBUヨーロッパ連合スーパーライト級王座
- EBU欧州スーパーライト級王座